# Desetiboj

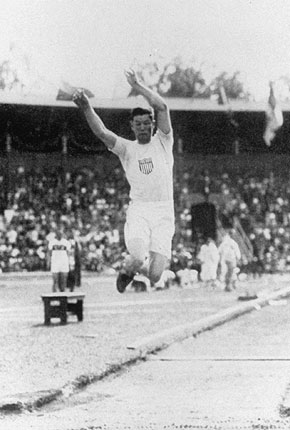
Jim Thorpe, první olympijský vítěz desetiboje z roku 1912

Desetiboj je dvoudenní kombinovaná lehkoatletická soutěžní disciplína skládající se
1. den
- Běh na 100 m
- Skok daleký
- Vrh koulí
- Skok vysoký
- Běh na 400 m

2. den:
- Překážkový běh na 110 m
- Hod diskem
- Skok o tyči
- Hod oštěpem
- Běh na 1500 m

Jednotlivé výkony ze všech 10 disciplín jsou přepočítány na body, které se každému závodníkovi postupně sčítají. Vítězem soutěže se stává atlet s nejvyšším bodovým ziskem. V případě rovnosti bodů se vítězem stává atlet, který dosáhl lepších výkonů ve vyšším počtu disciplín.
Současné bodovací tabulky platí od 1. ledna 1985.
Vícebojaři mají proti specialistům některá zvýhodnění, například každý startující může ulít start (v ostatních lehkoatletických disciplínách je od roku 2010 závodník ihned po prvním ulitém startu diskvalifikován) nebo se jim jako regulérní počítá výkon až do síly větru 4 m/s.

## Historie
Historie desetiboje je poznamenána několikanásobnou změnou bodovacích tabulek a pouze ručním měřením časů. V 60. letech 20. století např. ještě platily tabulky, podle nichž překonal v roce 1963 Yang Chuan-Kwang z Tchaj-wanu i 9 000 bodů, ve skutečnosti (podle dnešních tabulek) byl jeho výkon jen těsně za hranicí 8 000 bodů (podle různých údajů odpovídá výkonu 8009 nebo 8010 bodů). Dodnes také Chuan-kwang jako jediný dokázal vstoupit takto razantně do historického souboje Evropa-USA a po více než 50 letech stále drží desetibojařský rekord Tchaj-wanu.
70. léta byla ve znamení Rusa Mykoly Avilova, vítěze OH v Mnichově 1972 výkonem 8 466 a Američana Bruce Jennera, který zase vyhrál OH v Montrealu 1976 výkonem 8 634. Výkony jsou již přepočteny na současné tabulky a v obou případech znamenaly světové rekordy. Poprvé také bylo tehdy užito při měření běhů elektronické časomíry.
V 80. letech dominovali světu zejména dva desetibojaři - Jürgen Hingsen z NSR a Daley Thompson z Velké Británie. Postupně se přetahovali o světový rekord, což vyvrcholilo na OH v Los Angeles v r. 1984, kterou vyhrál Thompson a původně se na 1 bod přiblížil Hingsenovu světovému rekordu 8 798 bodů, ale po dodatečné opravě rekord vyrovnal a po následné změně bodovacích tabulek byl jeho přepočet ještě lepší: 8 847 bodů proti 8 832 Hingsena.
V 90. letech se objevil Američan Dan O'Brien. Na Letní olympijské hry v roce 1992 do Barcelony se však nekvalifikoval, protože na americké kvalifikaci neskočil základ v tyči. Dovolil tak vyhrát Čechovi Robertu Změlíkovi, který tímto neočekávaným triumfem začal zlatou éru českého desetiboje. Robert Změlík vyhrál barcelonskou olympiádu výkonem 8 611 bodů, když ještě lepšího bodového součtu 8 627 dosáhl před OH na mítinku v Götzisu. Dodnes[kdy?] také drží nejlepší světový výkon v exhibičním desetiboji, když během 1 hodiny nasbíral 7 897 bodů (ještě lepší byl později Roman Šebrle, který však lehce nestihl 60minutový limit).
Dan O'Brien na závěr olympijské sezony vylepšil Thompsonův světový rekord na mítinku v Talence výkonem 8 891. Od té doby se už celkově nezlepšil, ačkoli se samostatně zlepšoval v jednotlivých disciplínách a součet jeho osobních rekordů přesáhl hranici 9500 bodů (9572 b.). Podařilo se mu však vyhrát třikrát po sobě titul mistra světa v letech 1991, 1993 a 1995 a především následující OH na domácí půdě v Atlantě v roce 1996.
V Atlantě již soutěžil i Tomáš Dvořák, který výkonem 8 664 bodů obsadil 3. místo a vylepšil Změlíkův český rekord. Dále už následovaly jeho tři tituly mistra světa v letech 1997, 1999 a 2001 korunované navíc světovým rekordem 8 994 bodů při Evropském poháru v Praze na Strahově roku 1999, kterým o 103 bodů překonal Dana O'Briena. V té době však také soutěžil i další český vícebojař Roman Šebrle, který obsadil 2. místo na OH v Sydney 2000, kde měl Tomáš Dvořák zdravotní potíže, a olympijským vítězem se Šebrle stal v roce 2004 v Aténách (překonal olympijský rekord Daleyho Thompsona z roku 1984 výkonem 8 893 bodů). V roce 2007 získal Roman Šebrle i titul mistra světa v japonské Ósace. Navíc se nesmazatelně zapsal do dějin desetiboje historicky prvním překonáním hranice 9000 bodů o 26 bodů při mítinku v Götzisu v roce 2001. Výjimečnost Šebrleho podtrhuje i nejlepší průměr z 10 desetibojů - 8800; nebo největší počet desetibojů za 8000 - celkem 49 (z toho 20 za 8500). Součty osobních rekordů českých desetibojařů Dvořáka i Šebrleho dosahují hranice 9300 bodů.
Za jednoho z možných následovníků Romana Šebrleho byl považován Američan Bryan Clay, který skončil na OH v Aténách druhý, stal se mistrem světa v roce 2005 a vyhrál olympiádu v Pekingu 2008. Hranici extratřídy 8800 se mu podařilo překonat již ve 24 letech, ostatním nejdříve až v 25, nejlepší výkony pak všichni přední vícebojaři dosáhli ve 26–27 letech. Clay má podle součtu osobních rekordů (9332 bodů) potenciál na překonání světového rekordu, statisticky nejlepší roky má však již i on za sebou. V současnosti[kdy?] jsou mladými hvězdami také další Američané Trey Hardee (vítěz MS 2009) a zejména halový světový rekordman v sedmiboji Ashton Eaton. Tomu se na americké kvalifikaci pro OH v Londýně 2012 podařilo o 13 bodů překonat 11 let starý světový rekord Šebrleho výkonem 9039 bodů, poté i zvítězil na OH v Londýně. Následovaly tituly mistra světa 2013 i 2015, kde posunul světový rekord o dalších 6 bodů na 9 045. Závodění zakončil vítězstvím na OH 2016 v Riu vyrovnaným rekordem OH, počátkem roku 2017 oznámil ukončení kariéry.Také osobní rekordy Eatona již překonaly hranici 9 500 bodů dostupnou jen O'Brienovi. Nástupcem se tak stal Francouz Kevin Mayer, který skončil v Riu druhý výkonem 8 834 a v halové sezoně 2017 překonal Šebrleho evropský rekord v sedmiboji,v r. 2018 pak i světový rekord v desetiboji výkonem 9126 bodů. Aktuálně[kdy?] je nejlepším desetibojařem Damian Warner z Kanady, vítěz OH v Tokiu 2021 v rekordu OH 9 018 bodů , což je pátý výkon za 9 000 v historii. Warner navíc drží hned tři absolutní rekordy předvedené v desetiboji (podmínkou je dokončení v součtu nad 7 000 bodů) viz tabulka níže a také jako jediný ze špičkových desetibojařů historie dokázal svůj osobní rekord předvést až po třicítce.

## Současné rekordy – dráha
| Muži              |       |                    |                |           |               |
| Rekord            | Body  | Stát               | Atlet          | Město     | Datum rekordu |
| Světový rekord    | 9 126 | Francie            | Kévin Mayer    | Talence   | 16. 9. 2018   |
| Český rekord      | 9 026 | Česko              | Roman Šebrle   | Götzis    | 27. 5. 2001   |
| Rekord MS         | 9 045 | USA                | Ashton Eaton   | Peking    | 29. 8. 2015   |
| Rekord ME         | 8 811 | Spojené království | Daley Thompson | Stuttgart | 28. 8. 1986   |
| Olympijský rekord | 9 018 | Kanada             | Damian Warner  | Tokio     | 5. 8. 2021    |

## Současné rekordy podle kontinentů
| Rekord                    | Výkon (bodů) | Atlet          | Stát       | Město          | Datum       |
| ------------------------- | ------------ | -------------- | ---------- | -------------- | ----------- |
| Evropa                    | 9 126        | Kévin Mayer    | Francie    | Talence        | 16. 9. 2018 |
| Afrika                    | 8 521        | Larbi Bourrada | Alžírsko   | Rio de Janeiro | 18. 8. 2016 |
| Asie                      | 8 725        | Dmitrij Karpov | Kazachstán | Athény         | 24. 8. 2004 |
| Severní a střední Amerika | 9 045        | Ashton Eaton   | USA        | Peking         | 29. 8. 2015 |
| Jižní Amerika             | 8 393        | Carlos Chinin  | Brazílie   | São Paulo      | 8. 6. 2013  |
| Oceánie                   | 8 490        | Jagan Hames    | Austrálie  | Kuala Lumpur   | 18. 9. 1998 |
| Muži na iaaf.org          |              |                |            |                |             |

## Nejlepší desetibojaři historie
Následující tabulka je sestavena dle seznamu na stránkách IAAF.
| Body | Atlet              | Stát               | Místo          | Datum      | 100 m (s) | Dálka (m) | Koule (m) | Výška (m) | 400 m (s) | 110 m př. (s) | Disk (m) | Tyčka (m) | Oštěp (m) | 1 500 m (min) |
| ---- | ------------------ | ------------------ | -------------- | ---------- | --------- | --------- | --------- | --------- | --------- | ------------- | -------- | --------- | --------- | ------------- |
| 9126 | Kévin Mayer        | Francie            | Talence        | 16.09.2018 | 10,55     | 7,80      | 16,00     | 2,05      | 48,42     | 13,75         | 50,54    | 5,45      | 71,90     | 4:36,11       |
| 9045 | Ashton Eaton       | USA                | Peking         | 29.08.2015 | 10,23     | 7,88      | 14,52     | 2,01      | 45,00     | 13,69         | 43,34    | 5,20      | 63,63     | 4:17,52       |
| 9026 | Roman Šebrle       | Česko              | Götzis         | 27.05.2001 | 10,64     | 8,11      | 15,33     | 2,12      | 47,79     | 13,92         | 47,92    | 4,80      | 70,16     | 4:21,98       |
| 9018 | Damian Warner      | Kanada             | Tokio          | 05.08.2021 | 10,12     | 8,24      | 14,80     | 2,02      | 47,84     | 13,46         | 48,67    | 4,90      | 63,44     | 4:31,08       |
| 8994 | Tomáš Dvořák       | Česko              | Praha          | 04.07.1999 | 10,54     | 7,90      | 16,78     | 2,04      | 48,08     | 13,73         | 48,33    | 4,90      | 72,32     | 4:37,20       |
| 8891 | Dan O'Brien        | USA                | Talence        | 05.09.1992 | 10,43     | 8,08      | 16,69     | 2,07      | 48,51     | 13,98         | 48,56    | 5,00      | 62,58     | 4:42,10       |
| 8847 | Daley Thompson     | Spojené království | Los Angeles    | 09.08.1984 | 10,44     | 8,01      | 15,72     | 2,03      | 46,97     | 14,33         | 46,56    | 5,00      | 65,24     | 4:35,00       |
| 8832 | Jürgen Hingsen     | NSR                | Mannheim       | 09.06.1984 | 10,70     | 7,76      | 16,42     | 2,07      | 48,05     | 14,07         | 49,36    | 4,90      | 59,86     | 4:19,75       |
| 8832 | Bryan Clay         | USA                | Eugene         | 30.06.2008 | 10,39     | 7,39      | 15,17     | 2,08      | 48,41     | 13,75         | 52,74    | 5,00      | 70,55     | 4:50,97       |
| 8815 | Erki Nool          | Estonsko           | Edmonton       | 07.08.2001 | 10,60     | 7,63      | 14,90     | 2,03      | 46,23     | 14,40         | 43,40    | 5,40      | 67,01     | 4:29,58       |
| 8792 | Uwe Freimuth       | NDR                | Potsdam        | 21.07.1984 | 11,06     | 7,79      | 16,30     | 2,03      | 48,43     | 14,66         | 46,58    | 5,15      | 72,42     | 4:25,19       |
| 8790 | Trey Hardee        | USA                | Berlín         | 20.08.2009 | 10,45     | 7,83      | 15,33     | 1,99      | 48,13     | 13,86         | 48,08    | 5,20      | 68,00     | 4:48,91       |
| 8784 | Tom Pappas         | USA                | Palo Alto      | 22.06.2003 | 10,78     | 7,96      | 16,28     | 2,17      | 48,22     | 14,13         | 45,84    | 5,20      | 60,77     | 4:48,12       |
| 8762 | Siegfried Wentz    | NSR                | Bernhausen     | 05.06.1983 | 10,89     | 7,49      | 15,35     | 2,09      | 47,38     | 14,00         | 46,90    | 4,80      | 70,68     | 4:24,90       |
| 8735 | Eduard Hämäläinen  | Bělorusko          | Götzis         | 29.05.1994 | 10,50     | 7,26      | 16,05     | 2,11      | 47,63     | 13,82         | 49,70    | 4,90      | 60,32     | 4:35,09       |
| 8727 | Dave Johnson       | USA                | Azusa          | 24.04.1992 | 10,96     | 7,52      | 14,61     | 2,04      | 48,19     | 14,17         | 49,88    | 5,28      | 66,96     | 4:29,38       |
| 8725 | Dmitrij Karpov     | Kazachstán         | Atény          | 24.08.2004 | 10,50     | 7,81      | 15,93     | 2,09      | 46,81     | 13,97         | 51,65    | 4,60      | 55,54     | 4:38,11       |
| 8709 | Alexandr Apajčev   | SSSR               | Neubrandenburg | 03.06.1984 | 10,96     | 7,57      | 16,00     | 1,97      | 48,72     | 13,93         | 48,00    | 4,90      | 72,24     | 4:26,51       |
| 8706 | Frank Busemann     | Německo            | Atlanta        | 01.08.1996 | 10,60     | 8,07      | 13,60     | 2,04      | 48,34     | 13,47         | 45,04    | 4,80      | 66,86     | 4:31,41       |
| 8698 | Grigorij Děgťarjov | SSSR               | Kyjev          | 22.06.1984 | 10,87     | 7,42      | 16,03     | 2,10      | 49,75     | 14,53         | 51,20    | 4,90      | 67,08     | 4:23,09       |

## Vývoj světového rekordu
Podle současných tabulek a po zavedení elektronické časomíry.
| Výkon | Jméno            | Národnost          | Místo       | Datum             |
| ----- | ---------------- | ------------------ | ----------- | ----------------- |
| 8466  | Mykola Avilov    | SSSR               | Mnichov     | 9. září 1972      |
| 8634  | Bruce Jenner     | USA                | Montreal    | 30. červenec 1976 |
| 8648  | Daley Thompson   | Spojené království | Götzis      | 18. květen 1980   |
| 8667  | Guido Kratschmer | NSR                | Bernhausen  | 15. červen 1980   |
| 8730  | Daley Thompson   | Spojené království | Götzis      | 23. květen 1982   |
| 8741  | Jürgen Hingsen   | NSR                | Ulm         | 15. srpen 1982    |
| 8774  | Daley Thompson   | Spojené království | Atény       | 8. září 1982      |
| 8825  | Jürgen Hingsen   | NSR                | Bernhausen  | 8. červen 1983    |
| 8832  | Jürgen Hingsen   | NSR                | Mannheim    | 9. červen 1984    |
| 8847  | Daley Thompson   | Spojené království | Los Angeles | 9. srpen 1984     |
| 8891  | Dan O'Brien      | USA                | Talence     | 5. září 1992      |
| 8994  | Tomáš Dvořák     | Česko              | Praha       | 4. červenec 1999  |
| 9026  | Roman Šebrle     | Česko              | Götzis      | 27. květen 2001   |
| 9039  | Ashton Eaton     | USA                | Eugene      | 23. červen 2012   |
| 9045  | Ashton Eaton     | USA                | Peking      | 29. srpen 2015    |
| 9126  | Kévin Mayer      | Francie            | Talence     | 16. září 2018     |

- Juniorský světový rekord (do 20 let) drží Němec Torsten Voss z r. 1982 ziskem 8 397.[5]
- Veteránský rekord (nad 35 let) pak má Američan Kip Janvrin z r. 2001 součtem 8 241.

## Nejlepší desetibojařské výkony v jednotlivých disciplínách a jejich porovnání se světovými rekordy
Celkový součet bodů za aktuální světové rekordy v jednotlivých desetibojařských disciplínách by byl 12 583. Celkové skóre za nejlepší výkony dosažené v rámci desetiboje by bylo 10 575. Sloupec "Rozdíl" ukazuje rozdíl v bodech a procentech mezi aktuálním světovým rekordem a nejlepším desetibojařským výkonem.
| Disciplína    | WR–Světový rekord DB–Desetibojařský rekord | Atlet                  | Výkon                  | Body    | Rozdíl  |
| 100 m         |                                            |                        |                        |         |         |
| ------------- | ------------------------------------------ | ---------------------- | ---------------------- | ------- | ------- |
| 100 m         | WR                                         | Usain Bolt             | 9,58 s                 | 1 202   | 143     |
| 100 m         | DB                                         | Damian Warner          | 10,12 s                | 1 066   | 13,14 % |
| Skok daleký   |                                            |                        |                        |         |         |
| WR            | Mike Powell                                | 8,95 m                 | 1 312                  | 179     |         |
| DB            | Damian Warner                              | 8,28 m                 | 1 133                  | 13,64 % |         |
| Vrh koulí     |                                            |                        |                        |         |         |
| WR            | Ryan Crouser                               | 23,37 m                | 1 311                  | 263     |         |
| DB            | Edy Hubacher                               | 19,17 m                | 1 048                  | 20,06 % |         |
| Skok do výšky |                                            |                        |                        |         |         |
| WR            | Javier Sotomayor                           | 2,45 m                 | 1 244                  | 183     |         |
| DB            | Rolf Beilschmidt                           | 2,27 m                 | 1 061                  | 14,71 % |         |
| DB            | Christian Schenk                           | 2,27 m                 | 1 061                  | 14,71 % |         |
| 400 m         |                                            |                        |                        |         |         |
| WR            | Wayde van Niekerk                          | 43,03 s                | 1 156                  | 94      |         |
| DB            | Ashton Eaton                               | 45,00 s                | 1 060                  | 8,30 %  |         |
| 110 m př.     |                                            |                        |                        |         |         |
| WR            | Aries Merritt                              | 12,80 s                | 1 135                  | 76      |         |
| DB            | Damian Warner                              | 13,36 s                | 1 059                  | 6,69 %  |         |
| Hod diskem    |                                            |                        |                        |         |         |
| WR            | Jürgen Schult                              | 74,08 m                | 1 383                  | 390     |         |
| DB            | Bryan Clay                                 | 55,87 m                | 993                    | 28,20 % |         |
| Skok o tyči   |                                            |                        |                        |         |         |
| WR            | Armand Duplantis                           | 6,18 m                 | 1 291                  | 139     |         |
| DB            | Tim Lobinger                               | 5,76 m                 | 1 152                  | 10,76 % |         |
| Hod oštěpem   |                                            |                        |                        |         |         |
| WR            | Jan Železný                                | 98,48 m                | 1 331                  | 291     |         |
| DB            | Peter Blank                                | 79,80 m                | 1 040                  | 21,86 % |         |
| 1500 m        |                                            |                        |                        |         |         |
| WR            | Hišám Al-Karúdž                            | 3:26,00                | 1 218                  | 255     |         |
| DB            | Robert Baker                               | 3:58,70                | 963                    | 20,93 % |         |
| Celkem        | Světové rekordy                            | Světové rekordy        | Světové rekordy        | 12 583  | 2 008   |
| Celkem        | Desetibojařské rekordy                     | Desetibojařské rekordy | Desetibojařské rekordy | 10 575  | 15,95 % |